# Ϝ
Ϝ, ϝ（ディガンマ (δίγαμμα, digamma)、またはウアウ(ϝαῦ, wau)）は、使われなくなったギリシア文字のひとつである。
元来はアルファベットの第6字で半母音[w]を表した。数価は6である。ただし現在では数の6はϚ（スティグマ = シグマとタウの合字）を使って書かれる。
西方ギリシア文字を受け継ぎ、エトルリア語では[v]の音（ギリシア語にない）を表すためにこのϜを用い、加えて[f]の音を表すためには古くはϜΗと書いた。エトルリア人から文字を伝えられたラテン人は[v]の発音は不要なのでϜの一文字だけで[f]を表し、ラテン文字の F の文字となった。

## 起源

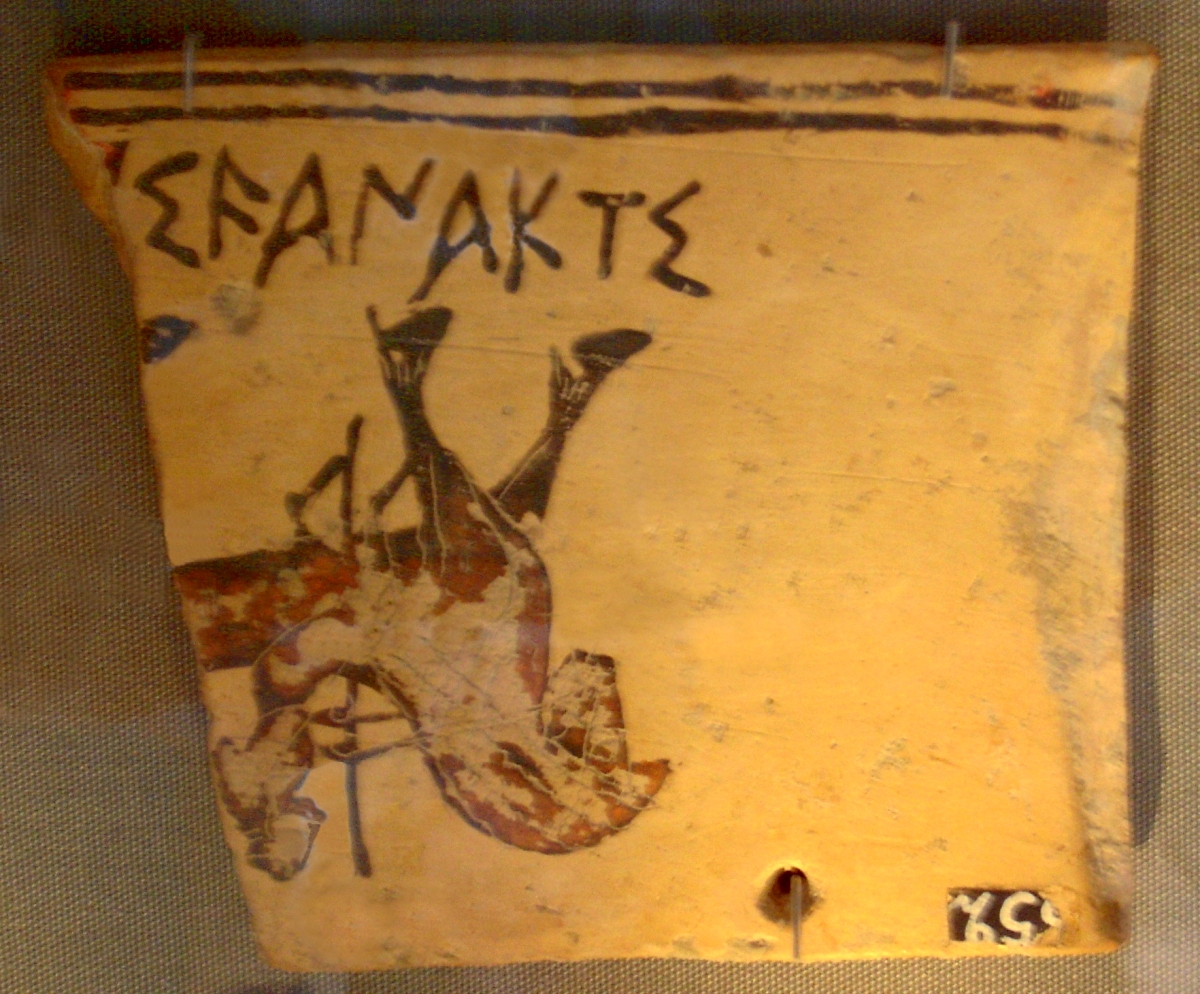
コリントス出土の陶器破片。古代ギリシア語 ἄναξ //á.naks// (≈ア↗ ナクス↘)「王」の与格の古形 ϜΑΝΑΚΤΙ //wa.nak.ti// （≈ワ ナク ティ）が記されている。

フェニキア文字 𐤅 （ワウ）に由来する。初期のギリシア語には半母音[w]が音素として存在し、多くの方言ではこの文字で表記された。ただし𐤅の字形ではなくその異体字ࠅがこの子音字（Ϝ）として使われた。文字名称はおそらくセム語と同じくワウ(Ϝαῦ)だったと思われるが、文献的証拠は時代の新しいものしか存在しない。
しかし古代ギリシア語のアッティカ方言では早く[w]は消滅したため、この字は数字としてのみ用いられるようになった。後にハリカルナッソスのディオニュシオス（紀元前1世紀）らはその形からディガンマ（δίγαμμα、2つのΓ）と呼ぶようになった。
数の6を表す用法としては後世さまざまに字形が変化し、最終的に7-8世紀ごろ合字のστ(st)と混同されて「スティグマ」と呼ばれるようになった。
なおギリシア語で母音[u]を表す Υ（ユプシロン）も同じく 𐤅 （ワウ）に由来するが、子音（Ϝ）と母音とは異なる文字形で区別し、こちらはセム語アルファベット（フェニキア文字）の最後の字であるτの後ろへ追加し、現在に至るまで残っている。

## 符号位置
| 大文字 | Unicode | JIS X 0213 | 文字参照       | 小文字 | Unicode | JIS X 0213 | 文字参照       | 備考         |
| ------ | ------- | ---------- | -------------- | ------ | ------- | ---------- | -------------- | ------------ |
| Ϝ      | U+03DC  | -          | &#x3DC; &#988; | ϝ      | U+03DD  | -          | &#x3DD; &#989; | 古期         |
| Ͷ      | U+0376  | -          | &#x376; &#886; | ͷ      | U+0377  | -          | &#x377; &#887; | N-ディガンマ |

U+0376/0377の字はパンフィリア地方（現在のトルコ南部のアンタルヤ県）の碑文で使われた[w]を表す文字で、通常のディガンマとは使い分けられた。